# Villa Bruch

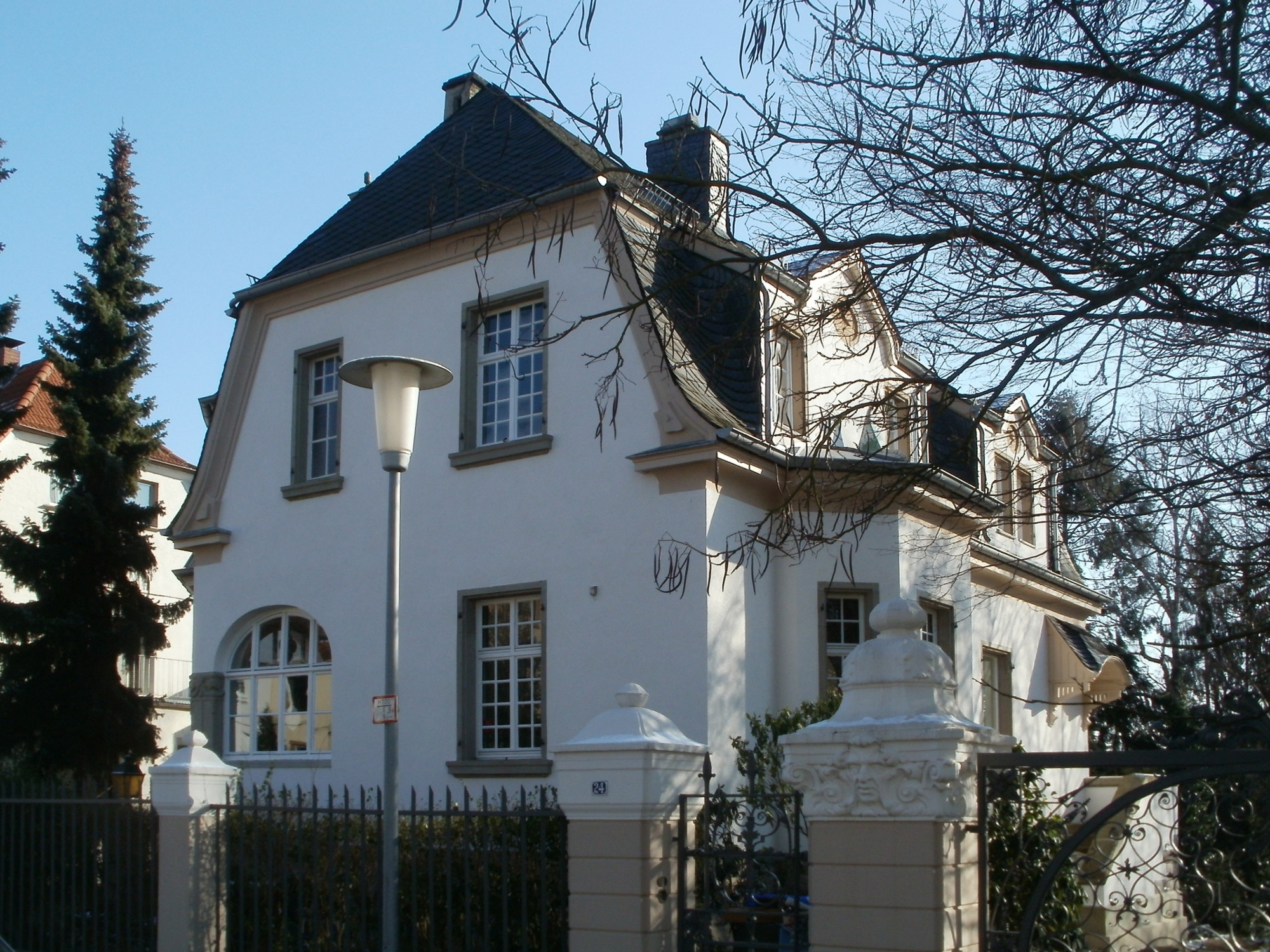
Villa Bruch

Die Villa Bruch ist ein denkmalgeschütztes Gebäude in der Gustav-Bruch-Straße 24 in Saarbrücken.

## Geschichte
Der Architekt Johann Keller erbaute in den Jahren 1909/10 für den Saarbrücker Brauereibesitzer Gustav Adolf Gottfried Bruch (1878–1956) eine Villa in unmittelbarer Nähe zur Brauerei in der Scheidter Straße. Im April 1911 kam ein Ökonomiegebäude hinzu. Zwischen
Mai und September 1960 wurde das Erdgeschoss grundlegend umgebaut.

## Architektur
Die Villa mit neobarocken und neoklassizistischen Elementen ist annähernd quadratisch und wird von einem Mansard-Krüppelwalmdach abgeschlossen. Die Nordseite des Gebäudes zur Straße ist zweiachsig und wird von drei größeren und einem kleineren Fenster belichtet. Eines der Fenster ist als Segmentbogenfenster ausgelegt, die drei anderen hochrechteckig. Das rustizierte Sockelgeschoss wird in beiden Achsen durch ein querrechteckiges Fenster belichtet und durch ein umlaufendes Geschossgesims abgeschlossen. Das Eingangsportal liegt auf der Westseite, auf der sich auch eine polygonale Auslucht befindet. West- und Ostseite des Gebäudes werden von einem auskragenden Traufgesims abgeschlossen und besitzen jeweils zwei große geschmückte Gauben.